# Kamišin
Kamišin (ruski: Камышин) je grad u Volgogradskoj oblasti u Rusiji. Nalazi se na desnoj obali Volgogradskog vodospremnika, na estuariju rijeke Kamišinke, desne pritoke Volge. Zemljopisni položaj mu je 50°09' sjever i 45°18' istok.
Broj stanovnika:
- 2002.: 127.891
- 1972.: 101.000
- 1939.:  24.000

Osnovan je 1667. godine, na lijevoj obali rijeke Kamišinke. Rijeka je dobila ime po trsci (ruski: Камыш). 
1697. godine, na lijevoj obali Kamišinke je izgrađena utvrda Petar-grad (ruski: Пётр-город), odnosno utvrda Petrovskaja. Ovdje je bila premještena Dmitrijevska pukovnija, i već 1699. se spominje grad Dmitrijevsk.
Godine 1710., svi su mu stanovnici preseljeni prema tvrđavi na suprotnu obalu rijeke. Ova naseobina je dobila također dobila ime Dmitrijevsk. Očito, izraz "grad" je ovdje prema starom ruskom značenju "utvrđeno naselje". 
1780. godine dobiva status okružnog grada te dobiva i obnaša upravne dužnosti. Budući se već nekoliko gradova u Rusiji zvalo prema korijenu Dmitrij: Dmitrijev (kod Kurska), Dmitrovsk (kod Orjola), Dmitrov (kod Moskve) mijenja ime u Kamišin.
U 19. stoljeću, Kamišin se preobrazio u trgovački grad s mlinima i vjetrenjačama. Kamišin je također bio poznat po trgovini lubenicama.
Danas je u statusu "grada oblasne podčinjenosti".
Vremenska zona: Moskovsko vrijeme